# Sommariva Perno
Sommariva Perno (piemontiul: Somariva la Àuta) település Olaszországban, Piemont régióban, Cuneo megyében. Lakosainak száma 2694 fő (2023. január 1.). Sommariva Perno Baldissero d’Alba, Monticello d’Alba, Pocapaglia, Sanfrè, Sommariva del Bosco és Corneliano d’Alba községekkel határos.

## Népesség
A település lakossága az elmúlt években az alábbi módon változott:
| Lakosok száma | 2791 | 2797 | 2694 |
|               | 2017 | 2018 | 2023 |